# Lac de la Bresse
Le lac de la Bresse ou lac bressan est un ancien lac qui a occupé la région de la Bresse, en France, au cours de plusieurs périodes glaciaires du Pléistocène, dont notamment les glaciations de Mindel et de Riss.

## Description
Lors de ces périodes glaciaires, le lobe glaciaire du Rhône s'étalait dans la plaine de piémont jusqu'au monts du Lyonnais, bloquant les cours d'eau venant du nord, dont la Saône et le Doubs, gonflé par les eaux de l'Aar. Un lac périglaciaire se formait alors en amont du barrage de glace, de Mâcon jusqu'à Pontailler-sur-Saône, qui aurait atteint son extension maximale il y a environ 450 000 ans.
Lors des phases de retrait du glacier du Rhône, ce barrage naturel ne faisait plus obstacle à l'écoulement des eaux dans le sillon rhodanien et le lac se vidait, laissant la plaine de la Bresse à l'air libre, bordée par les Dombes au sud qui sont l'ancienne moraine de fond du lobe glaciaire.

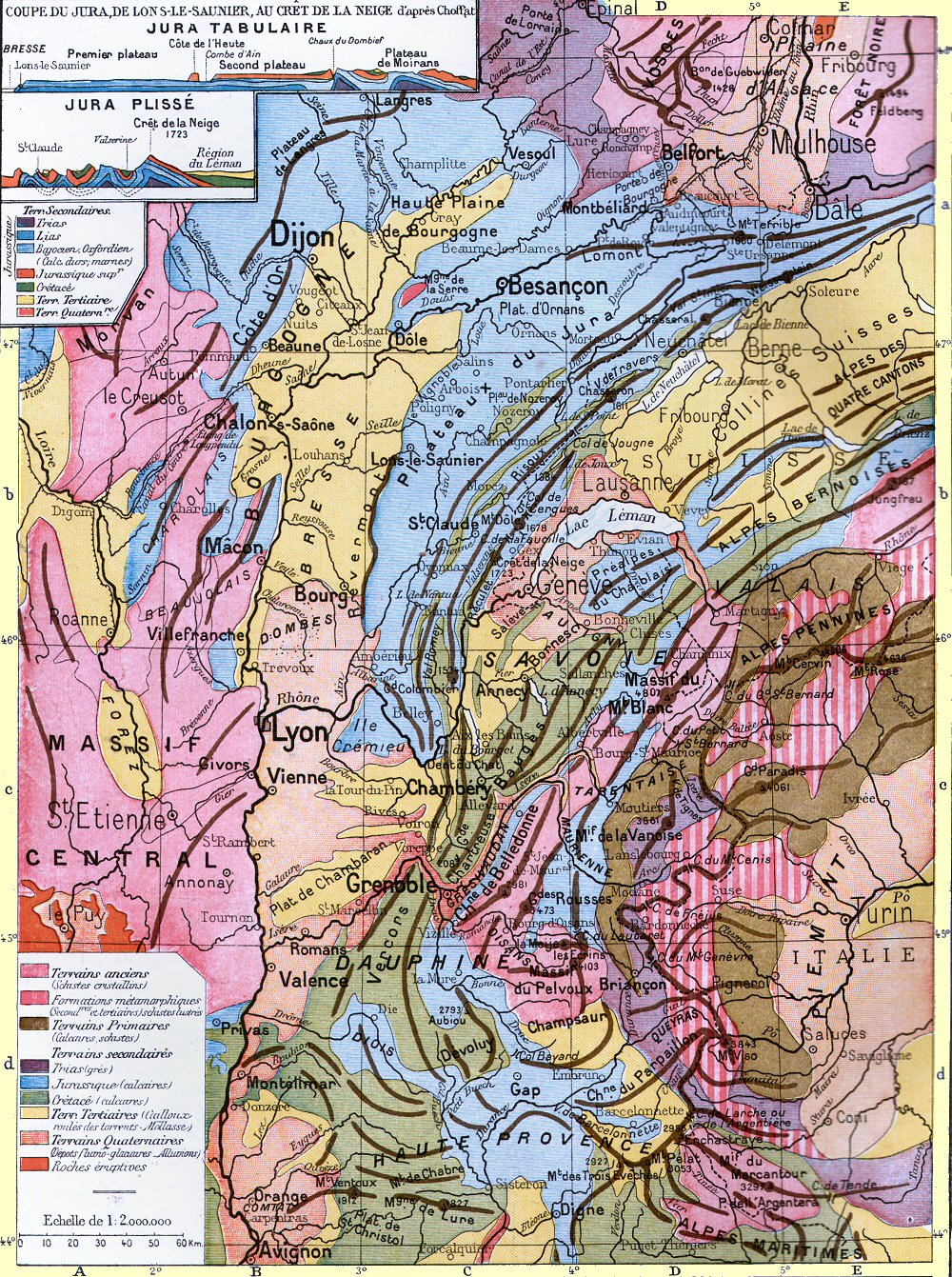
Carte géologique du massif du Jura avec à l'ouest, en jaune, les terrains tertiaires de la Bresse, correspondant de manière approximative au lac de la Bresse à son maximum d'extension.